# John McLean
John McLean (11 de março de 1785 – 4 de abril de 1861) foi um jurista e político norte-americano que exerceu no Congresso dos EUA, como Diretor-Geral dos Correios e como juiz tanto da Suprema Corte de Ohio quanto da Suprema Corte dos EUA. Foi frequentemente cogitado como possível candidato à presidência pelo Partido Whig e é também uma das poucas pessoas na história dos EUA que exerceu nos três poderes do governo.
Nascido em Nova Jersey, McLean viveu em várias cidades de fronteira antes de se estabelecer em Ridgeville, Ohio. Lá, fundou o The Western Star, um jornal semanal, e abriu um escritório de advocacia. Foi eleito para a Câmara dos Representantes dos EUA, exercendo o mandato de 1813 até sua eleição para a Suprema Corte de Ohio, em 1816. Renunciou ao cargo para aceitar uma nomeação no governo do presidente James Monroe, tornando-se Diretor-Geral dos Correios em 1823. Sob os governos de Monroe e de John Quincy Adams, McLean supervisionou uma grande expansão do Serviço Postal dos EUA. Em 1829, foi nomeado juiz associado da Suprema Corte dos EUA pelo presidente Andrew Jackson.
Na Suprema Corte, McLean ficou conhecido por sua oposição à escravidão e foi frequentemente mencionado como possível candidato presidencial por diferentes partidos. Recebeu apoio de delegados nas convenções nacionais do Partido Whig em 1848 e do Partido Republicano em 1856 e 1860. Foi o único juiz a divergir no caso Prigg v. Pennsylvania, sobre escravos fugitivos, e um dos dois dissidentes no histórico caso Dred Scott v. Sandford. McLean permaneceu na Corte até sua morte, em 1861.

## Primeiros anos
John McLean nasceu no Condado de Morris, em Nova Jersey, filho de Fergus McLean e Sophia Blackford. Após viver em uma série de cidades de fronteira — incluindo Morgantown, na Virgínia, e Nicholasville e Maysville, no Kentucky — sua família se estabeleceu em Ridgeville, no Condado de Warren, Ohio, em 1797. Foi ali que McLean recebeu sua educação formal e desenvolveu seu interesse pelo Direito, formando-se posteriormente em Harvard, em 1806. Pode-se argumentar que suas visões antiescravistas começaram a se formar nesse período, influenciadas por sua criação como metodista evangélico, com ênfase na igualdade. Seu irmão William também teve uma carreira política de destaque em Ohio.
McLean estudou Direito e foi aceito na Ordem em 1807. No mesmo ano, fundou o The Western Star, um jornal semanal na cidade de Lebanon, sede do Condado de Warren. Em 1810, McLean transferiu a propriedade do jornal para seu irmão Nathaniel e passou a se dedicar exclusivamente à advocacia, iniciando sua carreira como advogado independente. Foi eleito para a Câmara dos Representantes dos EUA, exercendo mandato nos 13º e 14º Congressos, de 4 de março de 1813 até sua renúncia em 1816, quando assumiu uma cadeira na Suprema Corte de Ohio, para a qual havia sido eleito em 17 de fevereiro de 1816, substituindo William W. Irvin.

## O Estado de Ohio v. Thomas D. Carneal
O caso Estado v. Carneal, julgado durante o período de John McLean na Suprema Corte de Ohio, antecipou sua futura dissidência em um dos mais importantes casos relacionados à escravidão nos EUA: Dred Scott v. Sandford (1857). No processo, um homem negro chamado Richard Lunsford, escravizado no Kentucky, entrou com um pedido de habeas corpus para obter sua liberdade do proprietário Thomas D. Carneal. A Constituição de Ohio de 1802 proibia a escravidão no estado. A questão central do caso era se escravizados levados por seus donos ao território de Ohio se tornavam automaticamente livres ao pisar em solo livre — e, mais especificamente, se um escravizado residente no Kentucky poderia ser enviado para trabalhar em Ohio sem adquirir sua liberdade. Lunsford, que era regularmente enviado para trabalhar em Cincinnati por períodos superiores a uma semana, argumentava que, ao permitir esse deslocamento para o trabalho, Carneal havia renunciado aos seus direitos de propriedade sobre ele. A Corte decidiu que, como Carneal havia vendido Lunsford a um certo James Riddle — o homem que o enviava a Cincinnati — ele de fato havia perdido o direito de reivindicar Lunsford como propriedade. A parte mais marcante do caso foi o parecer redigido por McLean, no qual ele demonstrava claramente sua aversão pessoal à escravidão: "Se fosse adequado considerar isso, a Corte, bem como pelos princípios reconhecidos por nossa Constituição e Leis, não poderia hesitar em declarar que a ESCRAVIDÃO [ênfase no original], exceto como punição por crimes, é uma violação dos direitos sagrados do homem: direitos que ele recebe de seu Criador e que são inalienáveis".

## Atuação no Poder Executivo

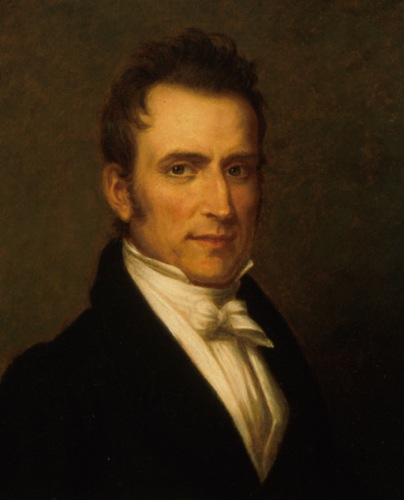
Retrato de John McLean

Renunciou ao cargo de juiz em 1822 para aceitar a nomeação do presidente James Monroe como Chefe do Departamento de Terras Públicas, cargo que exerceu até 1823. Nesse mesmo ano, Monroe o nomeou Diretor-geral dos Correios dos Estados Unidos. McLean exerceu essa função de 9 de dezembro de 1823 até 7 de março de 1829, exercendo sob os governos de Monroe e John Quincy Adams. Durante seu mandato, supervisionou uma expansão massiva dos serviços postais para os novos estados e territórios do oeste, além de contribuir para a elevação do cargo de Diretor-Geral dos Correios a um posto de nível ministerial.
Durante o governo de John Quincy Adams, McLean apoiou o vice-presidente John C. Calhoun, que estava politicamente afastado do presidente. Apesar disso, Adams recusou-se a demitir McLean, mesmo após pedidos nesse sentido feitos pelo Secretário de Estado, Henry Clay.

## Nomeação e atuação na Suprema Corte
Enquanto exercia o cargo de Diretor-Geral dos Correios, John McLean apoiou Andrew Jackson, que lhe ofereceu os cargos de Secretário da Guerra e Secretário da Marinha. McLean recusou ambas as propostas e, em vez disso, foi nomeado por Jackson para a Suprema Corte, em 6 de março de 1829, para ocupar a vaga deixada por Robert Trimble. Sua nomeação foi confirmada pelo Senado dos EUA no dia seguinte, 7 de março, e recebeu sua comissão no mesmo dia. McLean tomou posse oficialmente em 12 de março.
Conhecido como “o Político da Suprema Corte”, McLean se alinhou a praticamente todos os espectros políticos da época: começou como Democrata Jacksoniano, depois passou para os Democratas Anti-Jackson, aderiu ao Partido Antimaçônico, ao Partido Whig, ao Partido Solo Livre e, por fim, aos Republicanos. Por essa trajetória, é frequentemente descrito como um "oportunista político", cujas afiliações partidárias variavam conforme as circunstâncias. Durante as décadas de 1830 e 1840, foi apontado como possível candidato à presidência pelos Whigs. O presidente John Tyler chegou a oferecer-lhe o cargo de Secretário da Guerra, que ele também recusou. Devido à sua firme oposição à expansão da escravidão, McLean passou a ser cogitado como candidato à presidência pelo recém-formado Partido Republicano, em 1856, embora a nomeação tenha ido para John C. Frémont. Mesmo aos 75 anos, McLean voltou a buscar a presidência em 1860. Na convenção republicana, recebeu doze votos na primeira votação, mas a candidatura acabou ficando com Abraham Lincoln.

### Groves v. Slaughter
A inclinação de John McLean ao nacionalismo econômico pode ser observada em casos como Groves v. Slaughter, 40 U.S. 449 (1841). Nesse julgamento, McLean apoiou o direito do estado do Mississippi de restringir a entrada de pessoas escravizadas provenientes de outros estados. Embora tal ponto não fosse essencial para a decisão, McLean reafirmou seu nacionalismo ao defender que o poder de regulamentar o comércio pertencia exclusivamente ao Congresso. "A necessidade de uma regulamentação comercial uniforme, mais do que qualquer outra consideração, levou à adoção da Constituição federal. E, a menos que esse poder seja não apenas superior, mas exclusivo, a Constituição não poderá alcançar um de seus principais objetivos".
Groves v. Slaughter envolvia um homem do Mississippi que havia comprado escravizados, mas acreditava poder evitar o pagamento ao comerciante de escravos, invocando uma cláusula da constituição de Mississippi que parecia proibir a importação de escravizados para fins de venda após certa data. Para a Suprema Corte, a questão central passou a ser: o Congresso detém um direito exclusivo de regulamentar o comércio interestadual? E, se sim, isso impediria os estados de regulamentarem o tráfico de escravos? E mais: se a Corte respondesse afirmativamente, com que base um estado poderia abolir a escravidão? Em uma reviravolta, McLean — que buscava limitar a autoridade federal sobre a escravidão — abandonou sua posição anterior pró-governo central forte, afirmando: "O poder sobre a escravidão pertence aos Estados individualmente. Ele é local em sua natureza e em seus efeitos". Essa postura refletia a preocupação típica dos Solos Livres: se os estados perdessem o poder de regulamentar a escravidão, o que impediria sua expansão para o Norte livre? McLean defendeu que os estados deveriam ter o direito de se proteger da "ganância e intrusão do comerciante de escravos" — mesmo mantendo a visão de que o comércio interestadual era atribuição exclusiva do Congresso. Esse episódio mostra a tentativa complexa de McLean de conciliar duas convicções aparentemente contraditórias de seu pensamento neo-federalista: de um lado, o apoio a um governo nacional forte; de outro, sua oposição moral e jurídica à escravidão.

### Prigg v. Pennsylvania
No caso Prigg v. Pennsylvania (1842), John McLean foi o único juiz a apresentar uma opinião dissidente. Em sua visão, era necessário que Prigg levasse Morgan à justiça para comprovar que ela era, de fato, uma pessoa escravizada. Portanto, Prigg não tinha respaldo legal para retirar Morgan do estado da Pensilvânia sem antes obter autorização judicial. Segundo McLean, um tribunal precisava determinar que Morgan era tecnicamente uma escrava para que Prigg tivesse autoridade para transportá-la entre estados. Esse procedimento, argumentava ele, era a única forma justa de equilibrar os direitos da pessoa escravizada, do suposto proprietário, do estado livre e do estado escravista de origem. McLean afirmou: "Minha opinião, portanto, não se baseia tanto na lei específica da Pensilvânia, mas sim no poder inerente e soberano de um estado de proteger sua jurisdição e a paz de seus cidadãos, de qualquer forma que sua discrição determinar, desde que não entre em conflito com um poder claramente definido do governo federal".

### Passenger Cases
O nacionalismo jurídico de John McLean se manifestou novamente em sua opinião concorrente nos Passenger Cases (1849). Sendo o membro mais antigo da Suprema Corte na época, McLean iniciou seu voto abordando o debate sobre a natureza da Cláusula de Comércio. Ele afirmou que esse poder "está exclusivamente investido no Congresso". Sob essa interpretação, se o governo federal não regula uma determinada área do comércio exterior ou interestadual, isso não significa que os estados tenham liberdade para regulamentá-la, mas sim que a política federal é de não intervenção naquela área. Para McLean, apenas uma autoridade pode exercer um poder específico, e o papel do Judiciário é decidir se o assunto em questão pertence a uma competência delegada ao governo federal ou reservada aos estados. McLean rejeitava a ideia de que os estados poderiam exercer um poder até que o governo federal decidisse fazê-lo. Embora reconhecesse que tanto o Congresso quanto os estados podiam cobrar impostos sobre o mesmo objeto, McLean insistia que tais tributos derivavam de poderes distintos, e não de um exercício simultâneo do mesmo poder.

### Dred Scott v. Sandford
No caso Dred Scott v. Sandford (1857), John McLean foi um dos dois juizes da Suprema Corte a apresentar opiniões dissidentes à decisão da maioria — o outro foi o juiz Benjamin Robbins Curtis. McLean citou o caso Marie Louise v. Marot (1835), um processo por liberdade julgado pela Suprema Corte da Louisiana, no qual o juiz-presidente George Mathews, Jr. declarou: "Ao ser livre por um instante... não estava mais no poder de seu antigo dono reduzi-la novamente à escravidão". Em oposição à decisão da maioria, que afirmava que afro-americanos não podiam ser, nem foram considerados, cidadãos sob a Constituição dos EUA, McLean argumentou que eles já tinham o direito de voto em cinco estados, o que refutava diretamente a ideia de que nunca haviam sido reconhecidos como cidadãos. Sua dissidência foi tão contundente que muitos historiadores acreditam que pressionou o Chefe de Justiça Roger B. Taney a redigir uma opinião majoritária ainda mais dura e polarizadora do que o inicialmente planejado. Em resposta ao argumento de que "um cidadão de cor não seria um membro desejável da sociedade", McLean rebateu com firmeza: "Isso é mais uma questão de gosto do que de lei".

### Wheaton v. Peters
Também foi o autor da opinião no caso Wheaton v. Peters, na qual a Corte negou a existência de um direito autoral baseado no common law (direito consuetudinário) dentro da legislação norte-americana.

## Sociedades
Durante a década de 1820, John McLean foi membro do prestigiado Instituto Columbiano para a Promoção das Artes e Ciências, uma sociedade que contava entre seus integrantes ex-presidentes como Andrew Jackson e John Quincy Adams, além de diversas personalidades de destaque da época — incluindo representantes proeminentes das áreas militar, do serviço público, da medicina e de outras profissões.

## Morte e legado

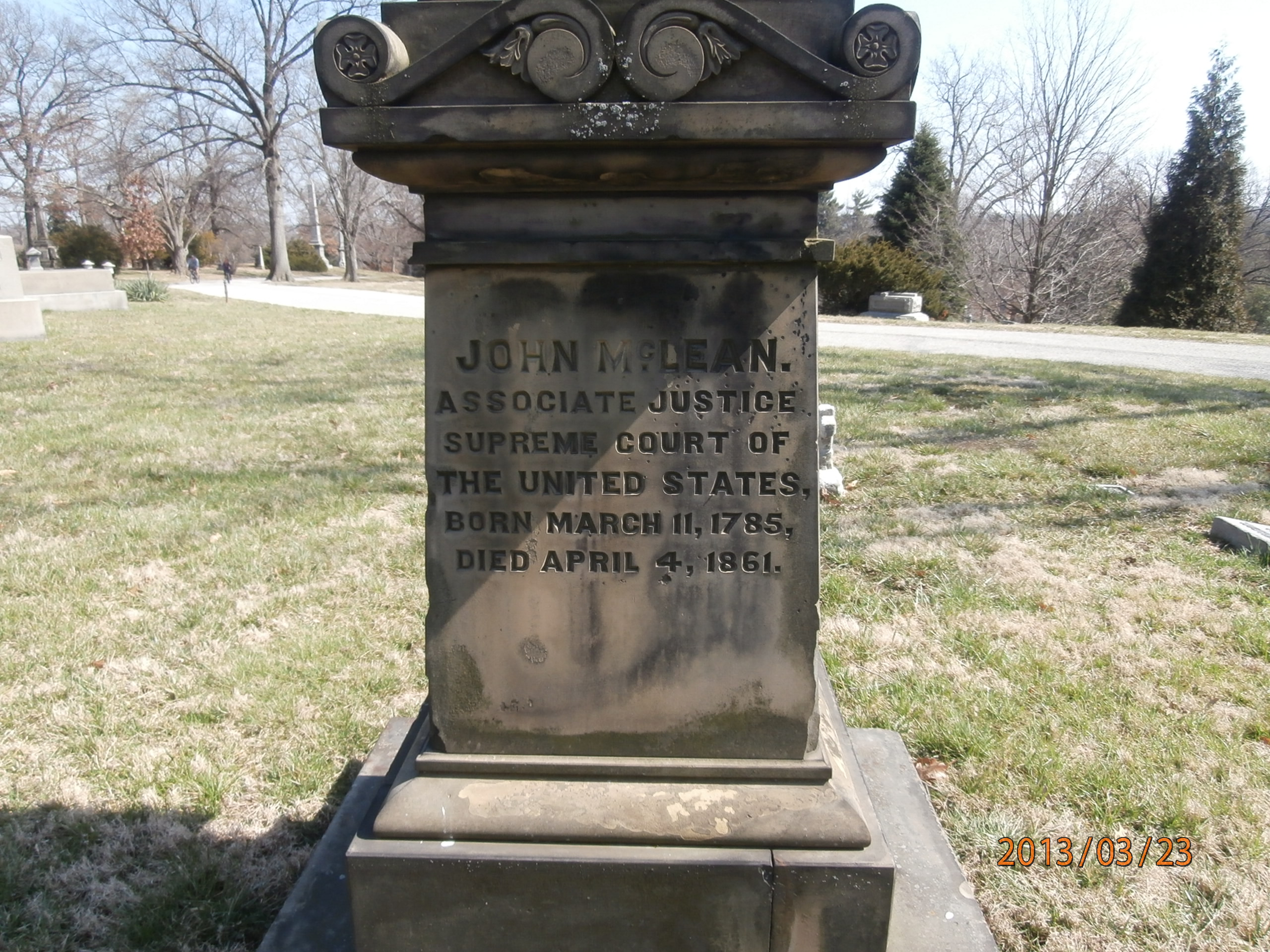
Túmulo de John McLean no Cemitério Spring Grove, Cincinnati, Ohio

John McLean foi o último sobrevivente dos gabinetes presidenciais de James Monroe e John Quincy Adams. Faleceu em Cincinnati, Ohio, e foi sepultado no Cemitério Spring Grove. Também estão enterrados ali o juiz associado Thomas Stanley Matthews e o chefe de justiça Salmon P. Chase.
Durante a Guerra Civil Americana, um campo de treinamento do Exército da União em Cincinnati foi nomeado em sua homenagem como Camp John McLean. Sua filha, Evelyn McLean, casou-se com Joseph Pannell Taylor, irmão do presidente Zachary Taylor e tio por afinidade de Jefferson Davis. Seu filho, Nathaniel C. McLean (1815–1905), nascido em Cincinnati, foi general da União na Guerra Civil Americana. A filha de Nathaniel, também chamada de Evelyn, casou-se com o general do Exército Charles H. Whipple.

## Trabalhos citados
- Howe, Daniel (2007). What Hath God Wrought: The Transformation of America, 1815–1848. [S.l.]: Oxford University Press. ISBN 978-0-19-507894-7

## Leia mais
- Abraham, Henry J. (1992). Justices and Presidents: A Political History of Appointments to the Supreme Court 3rd ed. New York: Oxford University Press. ISBN 0-19-506557-3
- Cushman, Clare (2001). The Supreme Court Justices: Illustrated Biographies, 1789–1995 2nd ed. [S.l.]: (Supreme Court Historical Society, Congressional Quarterly Books). ISBN 1-56802-126-7
- Finkelman, Paul (2009). «John McLean: Moderate Abolitionist and Supreme Court Politician». Vanderbilt Law Review. 62: 519–65
- Flanders, Henry. The Lives and Times of the Chief Justices of the United States Supreme Court. Philadelphia: J. B. Lippincott & Co., 1874 at Google Books.
- Frank, John P. (1995).  Friedman, Leon; Israel, Fred L., eds. The Justices of the United States Supreme Court: Their Lives and Major Opinions. [S.l.]: Chelsea House Publishers. ISBN 0-7910-1377-4
- Hall, Kermit L., ed. (1992). The Oxford Companion to the Supreme Court of the United States. New York: Oxford University Press. ISBN 0-19-505835-6
- Martin, Fenton S.; Goehlert, Robert U. (1990). The U.S. Supreme Court: A Bibliography. Washington, D.C.: Congressional Quarterly Books. ISBN 0-87187-554-3
- Urofsky, Melvin I. (1994). The Supreme Court Justices: A Biographical Dictionary. New York: Garland Publishing. pp. 590. ISBN 0-8153-1176-1
- White, G. Edward. The Marshall Court & Cultural Change, 1815–35. Published in an abridged edition, 1991.